# جورج جرانفيل برادلي
جورج جرانفيل برادلي (مواليد 13 مارس 1903- 11 ديسمبر 1821) باحث، ومدرس إنجليزي وكان عميد دير وستمنستر من (1881-1902).

## حياته
كان والد جورج برادلي (تشارلز برادلي)، نائباً في مدينة بريكون الواقعة في وسط مقاطعة ويلز. 

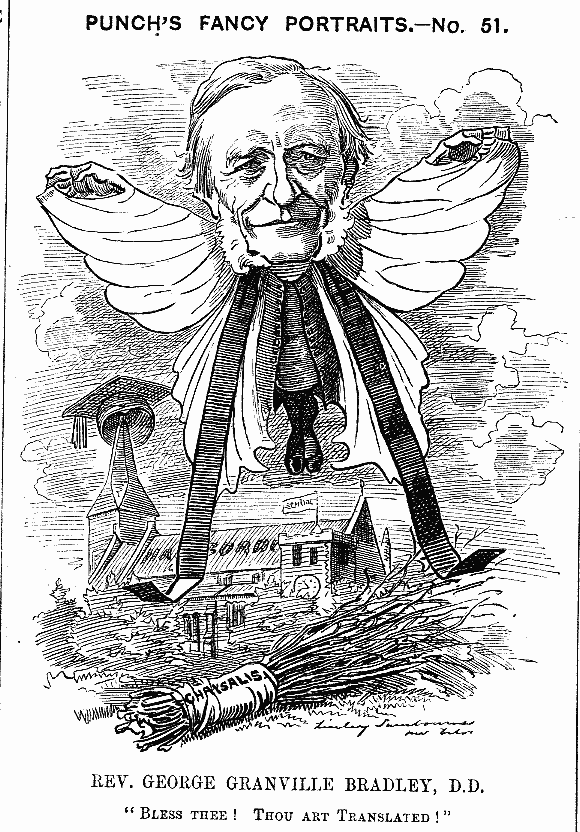
مجلة بانش تنشر صورة عن برادلي بعد تعيينه في وستمنستر.

تلقى برادلي تعليمه في مدرسة روغبي ومعلمه كان توماس أرنولد حصل على منحة دراسية مفتوحة في الكلية الجامعية، حيث حصل عام 1844 على درجة اولى في الأدب الإنساني .
وفي العام التالي، فاز بجائزة المستشار عن مقاله اللاتيني. كان مساعدًا رئيسيًا في روغبي من عام 1846 إلى عام 1858، حتى تعين كمدير لكلية مارلبورو في ويلتشير.
في عام 1870، حصل برادلي على ماجستير في كليته القديمة في أكسفورد. في عام 1874 و 1875، تم اختياره واعظًا في أكسفورد؛ كان أيضًا قسيسًا فخريًا، ثم أصبح قسيسًا عاديًا في عام 1876. 
في أغسطس من عام 1881 تم تعيينه عميد دير وستمنستر خلفا لـ ستانلي، الذي كان تلميذه وصديقه الحميم، وأصبح لاحقا كاتبا لسيرته الذاتية. بحلول مطلع القرن التاسع عشر، كان في حالة صحية متدهورة، وكان مضطرا أن يتغيب عن واجباته في الدير لفترات طويلة.
شارك في تتويج الملك إدوارد السابع والملكة ألكسندرا في 9 أغسطس 1902، وطلب من الملك في وقت لاحق من نفس الشهرأن يسمح له بالاستقالة من مهامه من أجل خدمته. وفي 11 أغسطس 1902 (أي بعد يومين من حفل تتويج الملك) تمت الاستعانة به للقيام بمهمة قائد الأمر الملكي الفيكتوري (CVO).
توفي جورج جرانفيل برادلي، في وستمنستر في 13 مارس 1903 ودفن في دير وستمنستر في 17 مارس.

## أعماله
نشر برادلي نسخة منقحة من تكوين النثر اللاتيني لتوماس كيرشفير أرنولد (يشار إليه عادة من الطلاب اللاتينيين باسم «برادلي أرنولد»)؛ وعمله الأكثر تقدمًا: «وسائل المساعدة على كتابة النثر اللاتيني: مع التمارين» الذي تم تحريره وإكماله بواسطة بابيلون.

## عائلته
تزوج برادلي من ماريان جين فيلبوت في جريت كريسينغهام في 18 ديسمبر 1849. كان لديهم ولدان وخمس بنات. من هؤلاء الأطفال هناك ابن واحد وهو آرثر جرانفيل برادلي (1850–1943)، وأربع بنات، مارجريت لويزا وودز، وإميلي تينيسون برادلي (متزوجة ألكسندر موراي سميث)، مابل شارلوت، السيدة بيرشنو (زوجة السير هنري بيرشينوغ، موظف عام ورجل أعمال) وروز ماريان برادلي. أصبحوا لاحقا كتابا مشهورين.